# 黃妙英
黃妙英（1949年9月24日—），馬來西亞前女子羽球運動員，出生於柔佛州新山。她於2004年入選了馬來西亞奧林匹克委員會名人堂。
1969年在仰光舉行的東南亞運動會上，黃妙英贏得女子單打冠軍。四年後，她衛冕成功。1970年，她與伍文美一起贏得比利時羽球國際賽混合雙打冠軍。在1970年的亞洲運動會上，兩人贏得混合雙打金牌，她同時獲得女子單打銅牌。1971年，她與伍文美一起贏得加拿大羽球公開賽混合雙打冠軍。
在1974年的大英國協運動會上，她與洪新霞一起贏得了女子雙打銅牌。在1974年的亞洲運動會上，她沒有獲得獎牌。1977年，她在吉隆坡舉行的東南亞運動會上獲得了另一枚金牌。她還在1978年贏得了大英國協運動會女子單打金牌。
黃妙英在1975年和1978年兩次獲選為馬來西亞年度女運動員。